# Erigorgus utahensis
Erigorgus utahensis är en stekelart som beskrevs av Dasch 1984. Erigorgus utahensis ingår i släktet Erigorgus och familjen brokparasitsteklar. Inga underarter finns listade i Catalogue of Life.